# Peleszarvad
Peleszarvad (Sărvăzel), település Romániában, a Partiumban, Szatmár megyében.

## Fekvése
Tasnádtól délnyugatra, Szilágypér közelében fekvő település.

## Története
Peleszarvad Árpád-kori település. Nevét már 1241 előtt is említette oklevél Zorwod néven.
1329-ben Zarauad, 1330-ban p. Zurwod, 1331-ben Zarwad, Zaward néven írták.
1279-ben IV. László király Hegun comes és fia: Goganus bán hőséges szolgálataiért a tatárok pusztításai következtében elnéptelenedett Zorwod nevű örökjogú birtokukat újból nekik adományozta, hogy engedélye alapján benépesíthessék.
1450-ben egy oklevél szerint Zarwad-i Miklós is vallomást tett nádasdi birtokügyben.
1465-ben Bályoki Szilveszter is birtokosa, aki Zarwad-i részbirtokát adta zálogba Dengelegi Pongrác János erdélyi vajdának.
1910-ben 383 lakosából 42 magyar, 336 román volt. Ebből 349 görög katolikus, 20 református, 12 izraelita volt.
A trianoni békeszerződés előtt Szilágy vármegye Tasnádi járásához tartozott.

## Hivatkozások

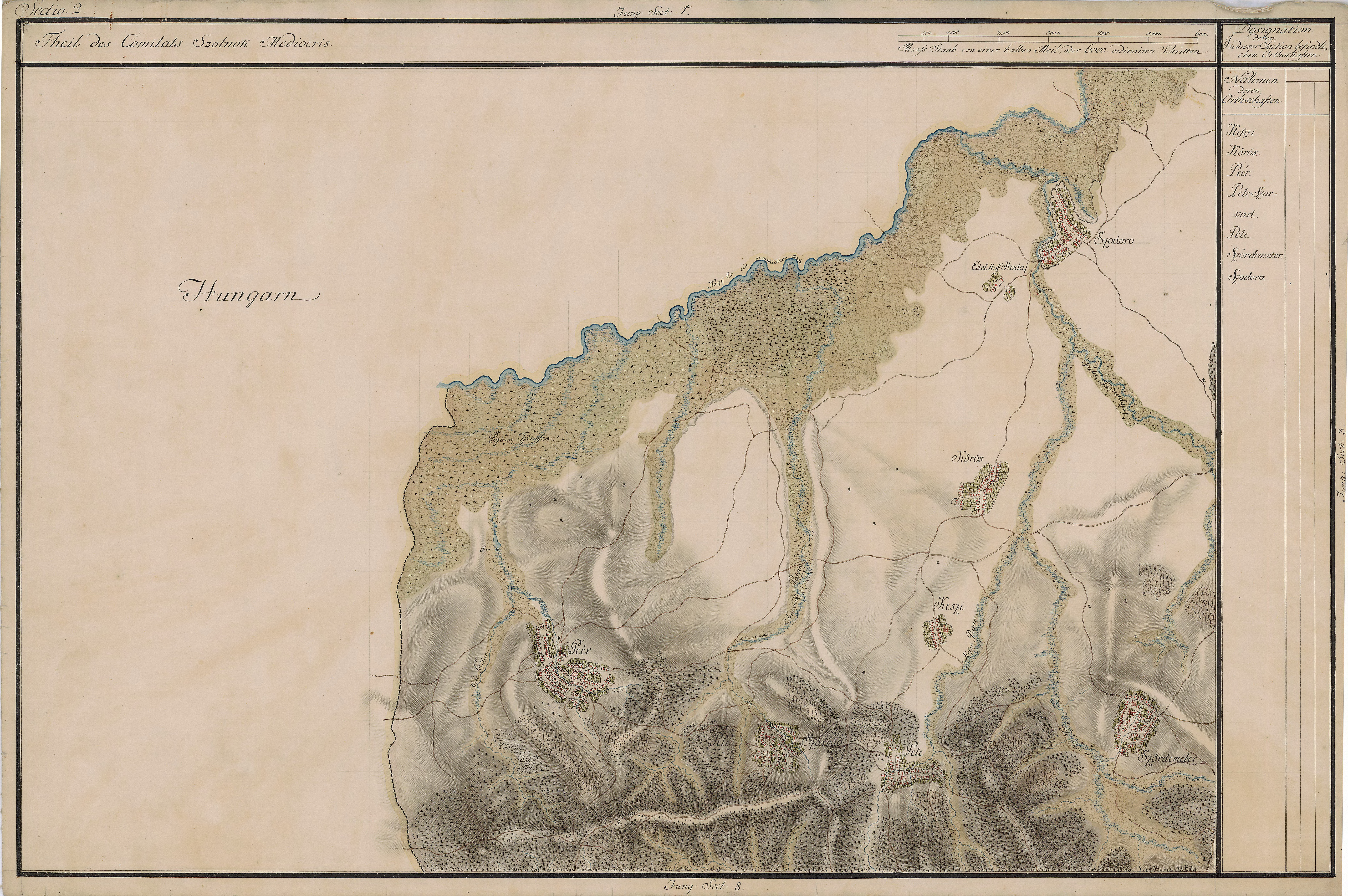
Peleszarvad egy régi térképen